# 花棚子駅
花棚子駅は、四川省攀枝花市仁和区大龍潭彝族郷花棚子村にある、成昆線の駅。

## 概要
花棚子駅より昆明方面には、成昆線で3番目に長い、蓮地隧道(4602m)がある。

## 列車ダイヤ
1日に朝夕の2本しか停まらない。

## 隣の駅
中国鉄路総公司
成昆線
拉鮓駅 - 上格達駅(廃止) - 花棚子駅 - 魚洞駅(廃止) - 新江駅